# Visconde de Tortosendo
Visconde de Tortosendo, em grafia antiga Tortozendo, é um título nobiliárquico criado por D. Luís I de Portugal, por Decreto de data desconhecida, em favor de Maria do Resgate Esteves da Fonseca e Carvalho.
Titulares
1. Maria do Resgate Esteves da Fonseca e Carvalho, 1.ª Viscondessa de Tortosendo.